# 뷰티 인사이드
《뷰티 인사이드》는 2015년 8월 20일에 개봉한 대한민국의 판타지 로맨스, 멜로 소설 영화이다.
칸 국제 광고제와 클리오 국제 광고제에서 그랑프리를 석권한 인텔과 도시바의 합작, 캠페인 CM 'The Beauty Inside’을 원작 그대로 영화화했다.
영화의 제목인 "뷰티 인사이드"는 성별, 인종, 외모 등의 외적인 요소가 아닌 내면을 중시하는 이야기를 보여줬다. 이는 영화속 우진의 캐릭터가 자고 일어나면 매일 모습이 바뀐다는 설정이었기 때문에 화려한 남자 배우 출연 라인업이 화제가 되기도 했다.
CF 감독 출신 백종열의 영화 데뷔작으로 한효주와 이범수, 박서준, 박신혜, 우에노 주리 등 여러 주연과 약 100명의 단역배우들이 함께 한 역할을 연기하였다.
65억원의 제작비를 들였고 누적관객 2,057,896명을 모아 손익분기점을 넘겼다.

## 줄거리
우진과 이수(한효주), 29살 두 남녀의 사랑 이야기다.
하지만 성별, 나이, 인종에 상관없이 매일을 다른 외모로 아침을 맞이하는 남자, 우진.
평범할 수 없는 그의 속사정으로 그는 일반적인 사회에 편입해 살아갈 수가 없다. 그래서 홀로 가구를 디자인하며 고립된 채 살아간다.
그러던 어느 날, 그가 자신의 비밀을 말하고 싶은 사람이 생겼다.
이수에게 비밀을 말하며 자신의 마음을 고백하고 두 사람은 사랑을 이어가지만, 주변의 시선과 이수의 혼란함 등 둘의 사랑에 고비를 맞이하게 된다.
그래도 모든 것을 이겨내고 애틋한 사랑을 하게 된다.

## 캐스팅

### 주요 인물
- 한효주 : 홍이수 역
- 유연석 : 나레이션

### 우진
- 굵은 글씨는 주연(포스터 인물)이다.

| #   | 배우                  |
| --- | --------------------- |
| 1   | 김대명                |
| 2   | 이해신                |
| 3   | 김조은                |
| 4   | 윤계상                |
| 5   | 토미                  |
| 6   | 이승대                |
| 7   | 우용희                |
| 8   | 정주원                |
| 9   | 소냐                  |
| 10  | 박한솔                |
| 11  | 차동신                |
| 12  | 마틴                  |
| 13  | 김남규                |
| 14  | 이새봄                |
| 15  | 김미희                |
| 16  | 김정중                |
| 17  | 김윤식                |
| 18  | 도지한                |
| 19  | 윤환                  |
| 20  | 윤기창                |
| 21  | 이상원                |
| 22  | 고봉구                |
| 23  | 백승환                |
| 24  | 차승민                |
| 25  | 김도하                |
| 26  | 전영운                |
| 27  | 이슬기                |
| 28  | 조우덕                |
| 29  | 이민서                |
| 30  | 김수화                |
| 31  | 김형균                |
| 32  | 차은우                |
| 33  | 배성우                |
| 34  | 이명자                |
| 35  | J.J.강-그래함         |
| 36  | 고경진                |
| 37  | 이지원                |
| 38  | 권기하                |
| 39  | 김연희                |
| 40  | 이재은                |
| 41  | 이종혁                |
| 42  | 이성준                |
| 43  | 박신혜                |
| 44  | 박근록                |
| 45  | 이범수                |
| 46  | 김호연                |
| 47  | 김보경                |
| 48  | 최주원                |
| 49  | 김주황                |
| 50  | 김영철                |
| 51  | 김영서                |
| 52  | 김록경                |
| 53  | 이한샘                |
| 54  | 김현준                |
| 55  | 조재봉                |
| 56  | 이미애                |
| 57  | 샘                    |
| 58  | 박지현                |
| 59  | 헝준                  |
| 60  | 박서준                |
| 61  | 김상호                |
| 62  | 김보민                |
| 63  | 신길용                |
| 64  | 천우희                |
| 65  | 조영숙                |
| 66  | 유성주                |
| 67  | 장두봉                |
| 68  | 장두봉                |
| 69  | 양근환                |
| 70  | 신훈희                |
| 71  | 김베드로              |
| 72  | 정영기                |
| 73  | 김희진                |
| 74  | 우에노 주리           |
| 75  | 이재준                |
| 76  | 윤여진                |
| 77  | 손성찬                |
| 78  | 김민재                |
| 79  | 한지용                |
| 80  | 박민수                |
| 81  | 이현우                |
| 82  | 조달환                |
| 83  | 백낙순                |
| 84  | 이진욱                |
| 85  | 조해선                |
| 86  | 김광섭                |
| 87  | 배현경                |
| 88  | 문호진                |
| 89  | 우상기                |
| 90  | 이소연                |
| 91  | 홍다미                |
| 92  | 서강준                |
| 93  | 김희원                |
| 94  | 이정민                |
| 95  | 신나라                |
| 96  | 박강수                |
| 97  | 이진성                |
| 98  | 김원진                |
| 99  | 차수보                |
| 100 | 이동욱                |
| 101 | 고아성                |
| 102 | 이철희                |
| 103 | 이승찬                |
| 104 | 박우재                |
| 105 | 고은성                |
| 106 | 장의수                |
| 107 | 한인규                |
| 108 | 고규필                |
| 109 | 김주혁                |
| 110 | 김소연                |
| 111 | 블라디미르 로탁       |
| 112 | 렌카 믈렌코바         |
| 113 | 바얄쿠 수키           |
| 114 | 엘리스카 보스코바     |
| 115 | 카렐 헐마넥 주니어    |
| 116 | 블라디미르 발라즈     |
| 117 | 바트바하 루이산투얀   |
| 118 | 바츠라브 쿠바넥       |
| 119 | AIDI MIRBEK KYZY      |
| 120 | 바트바하 푸레브히메드 |
| 121 | 알레나 라도쇼바       |
| 122 | 조세프 마들레         |
| 123 | 유연석                |

### 그 외
- 문숙 : 우진 모 역
- 이동휘 : 상백 역
- 이미도 : 홍은수 역
- 신동미 : 마마 스튜디오 실장 역
- 최용민 : 이수 부 역
- 이경영 : 우진 부 역
- 공민정 : 신경과 레지던트 역
- 염지영 : 마마 여손님 역
- 이지민 : 라운지 여자들 역
- 손슬기 : 글램 상백녀 역
- 박다윤 : 과거 신생아 우진 역
- 임예진 : 과거 신생아 우진 역
- 김시은 : 과거 우진 모 역
- 김태현 : 과거 우진 부 역
- 나미소 : 버스 우진 부 역
- 홍승철 : 오디오샵 우진 부 역
- 옥주리 : 지하철 우진 부 역
- 윤은희 : 지하철 우진 부 역
- 함형기 : 과거 포장마차 우진 부 역
- 강신하 : 이수 착각 손님 역
- 유보라 : 마마 스튜디오 직원들 역
- 곽지현 : 마마 스튜디오 직원들 역
- 하시연 : 마마 스튜디오 직원들 역
- 허준환 : 마마 스튜디오 직원들 역
- 오상철 : 상백 공장 인부들 역
- 손영진 : 상백 공장 인부들 역
- 고동형 : 상백 공장 인부들 역
- 강현정 : 부티크 호텔녀1 역
- 이지혜 : 부티크 호텔녀2 역
- 황지니 : 라운지 여자들 역
- 박지연 : 라운지 여자들 역
- 서예은 : 라운지 여자들 역
- 이명하 : 라운지 여자들 역
- 김희연 : 라운지 여자들 역
- 한은비 : 라운지 여자들 역
- 신예진 : 라운지 여자들 역
- 정은교 : 라운지 여자들 역
- 장규미 : 라운지 여자들 역
- 이지민 : 라운지 여자들 역
- 이봄 : 라운지 여자들 역
- 손슬기 : 글램 상백녀 역
- 이예림 : 글램 상백녀 역
- 손미희 : 전집주인 역
- 김민성 : 노래하는 신입직원 역
- 이진성 : 응급실 인턴 역
- 공민정 : 신경과 레지던트 역
- 김민경 : 응급실 간호사 역
- 지종은 : 신경과 의사 역
- 문경민 : 과거 우진모 의사 역
- 윤화경 : 이수 친구들 역
- 최샛별 : 이수 친구들 역
- 서누리 : 이수 친구들 역
- 주선주 : 이수 친구들 역
- 정두원 : 홀로그램 사진 역
- 제레미 : 홀로그램 사진 역

## 원작 'The Beauty Inside'
앞서 언급했듯 인텔과 도시바의 합작, 캠페인 CM 'The Beauty Inside'는 뷰티 인사이드의 원작이다.
'The Beauty Inside'는 남자 주인공 알렉스의 이야기를 다루며 인텔의 '인텔 인사이드'에서 영감을 받아 ‘도시바 울트라 북’을 광고하는 영상이다.
이 광고의 스토리는 알렉스는 매일 자고 일어나면 자신의 얼굴이 바뀐다. 진실 되게 한 사람을 사랑하지 못하던 알렉스가 한 사람에게 빠지게 되고 이러한 일상을 매일 노트북에 영상으로 기록했고, 어디를 가든 소지하고 다니는 것이다.
이 광고는 토퍼 그레이스와 메리 엘리자베스 윈스테드 그리고 소비자들이 출연한다. 소비자들은 알렉스의 외모가 매일 달라지기 때문에 누구나 알렉스가 되어 연기를 할 수 있었고, 소비자들은 영화에 출연할 수 있었다. 극중 알렉스의 가장 사적인 순간을 각 에피소드마다 웹캠 일기들이 여러 번 등장하면서 페이스북팬들이 직접 대본을 쓰고 연기한 영상이 노출되었다. 결국, 소비자들의 덕에 알렉스의 수백 가지의 얼굴을 표현 할 수 있었던 것이다.
'The Beauty Inside' 6개의 에피소드로 이루어진 영상은 6주에 걸쳐서 주간으로 공개되었고 이 기간 동안 영상은 7천만뷰를 달성했고 소비자들의 참여는 2천6백만 번이었다.
이 캠페인으로 사람들은 정체성에 대한 각자의 생각을 나누었다.
뷰티 인사이드는 제목과 스토리적인 부분 모두 그대로 영화화되었지만 외국 스토리가 한국화 되면서 소소한 재미를 주었다. 원작에서는 알렉스의 이름의 남자의 이야기였는데 영화화되면서 우진이 가구 디자이너로 일하는 회사의 명칭이 알렉스(ALX)로 나온다. 또한 광고의 중요요소였던 알렉스가 노트북을 사용해서 일상을 찍는 소스는 영화에서 이수에게 우진의 평범하지 않은 비밀을 말 하고 보여주는 장면에서 중요한 역할이 된다. 또한 소비자들이 알렉스의 역할을 맡아 연기했던 것처럼 영화의 마케팅 가운데 하나로 개봉 전 UCC공모를 받아 엔딩 크레딧에 영상을 넣는 등의 영향을 주었다.

## UCC 공모[3]
영화의 마케팅 가운데 하나로 영화의 가장 중요한 역할, 우진의 영상을 영화 개봉 전 공모전을 열어 일반 시민들에게 영상을 받았다. 공모는 네이버TV에서 2015년 4월 16일부터 2015년 5월 3일까지 받아 심사를 걸쳐 우수작을 뽑았다. 특별 상 5명에게는 영화의 엔딩크레딧에 삽입되는 기회를 제공했고 참가한 모든 인원에게는 예매권을 주었다. 약 한 달간 63명이 67개의 영상을 공모했고 5명이 아닌 9명의 진실된 마음을 담은 영상을 수상작으로 꼽았다. 마케팅 효과가 컸다고 할 수는 없지만, 일반인을 영화 엔딩크레딧에 올리는 등 새로운 시도였다.

## 수상 및 후보[4]
| 연도 | 시상식                         | 부문                  | 이름          | 결과 |
| ---- | ------------------------------ | --------------------- | ------------- | ---- |
| 2015 | 제 36회 청룡영화상             | 여우주연상            | 한효주        | 후보 |
| 2015 | 제 36회 청룡영화상             | 편집상                | 양진모        | 수상 |
| 2015 | 제 36회 청룡영화상             | 촬영상                | 김태경        | 후보 |
| 2015 | 제 36회 청룡영화상             | 조명상                | 홍승철        | 후보 |
| 2015 | 제 36회 청룡영화상             | 음악상                | 조영욱        | 후보 |
| 2015 | 제 52회 대종상 영화제          | 여우주연상            | 한효주        | 후보 |
| 2015 | 제 52회 대종상 영화제          | 시나리오상            | 박정예 외 2명 | 후보 |
| 2015 | 제 52회 대종상 영화제          | 편집상                | 양진모        | 후보 |
| 2015 | 제 52회 대종상 영화제          | 신인감독상            | 백종열        | 수상 |
| 2015 | 제 16회 샌디에고 아시안 영화제 | 아시아 팝             | 백종열        | 후보 |
| 2015 | 제 13회 뉴욕 한국 영화제       | 상영작                | 백종열        | 후보 |
| 2015 | 제 26회 스톡홀름영화제         | 아시아 이미지         | 백종열        | 후보 |
| 2016 | 제 52회 백상예술대상           | 영화 여자최우수연기상 | 한효주        | 후보 |
| 2016 | 제 52회 백상예술대상           | 영화 여자인기상       | 한효주        | 후보 |
| 2016 | 제 10회 아시안 필름 어워드     | 여우조연상            | 우에노 주리   | 후보 |
| 2016 | 제 25회 부일영화상             | 여우 주연상           | 한효주        | 후보 |
| 2016 | 제 34회 브뤼셀 판타스틱 영화제 | 오피셜 셀렉션         | 백종열        | 후보 |

## OST
뷰티 인사이드가 사랑을 받을 수 있게 했던 요소 가운데에는 OST도 꼽을 수 있다. 특히 꾸준하게 많은 사랑을 받고 있는 영화의 테마곡, 첫 번째 트랙 CITIZENS!의 'True Romance'는 영화를 위해 작곡된 노래가 아닌 영화가 나오기 전, 2012년에 본 가수에 의해 발매되었던 노래이다.
- True Romance (엔딩 테마) - CITIZENS!

- 뷰티 인사이드 - The Soundtrack Kings

- 베스트 프렌드 - The Soundtrack Kings

- 설레이다 - The Soundtrack Kings

- 첫 데이트 - The Soundtrack Kings

- Amapola (Guitar ver.) (이수의 테마) - The Soundtrack Kings

- 어느 날 갑자기 - The Soundtrack Kings

- 그녀 - The Soundtrack Kings

- 그녀와 함께 - The Soundtrack Kings

- 거리에서 - The Soundtrack Kings

- 아쉬움 - The Soundtrack Kings

- 잠 못 이루는 밤 - The Soundtrack Kings

- 바라보다 - The Soundtrack Kings

- 갈등 - The Soundtrack Kings

- 마주보기 - The Soundtrack Kings

- He - The Soundtrack Kings

- 두려움 - The Soundtrack Kings

- 사랑이란 - The Soundtrack Kings

- 우진 - The Soundtrack Kings

- 청혼반지 - The Soundtrack Kings

- 엄마 - The Soundtrack Kings

- 기다리다 - The Soundtrack Kings

- 이별 - The Soundtrack Kings

- Amapola (Orchestra ver.) - The Soundtrack Kings

- 재회 - The Soundtrack Kings

- True Romance (Populetter Remix) - CITIZENS!

## 참고 사항
- 배성우, 이동휘, 김민재, 고규필은 영화 《베테랑》 이후로 1개월만에 재회했다.